# Jakob Tegnér
Jakob Branting Tegnér, född 11 februari 1851 i Källstorps församling i Malmöhus län, död 25 september 1926 i Botkyrka församling i Stockholms län, var en svensk jurist.
Jakob Tegnér var son till prosten Christopher Tegnér och Emma Kinberg samt bror till Esaias Tegnér den yngre och Elof Tegnér. Deras farfar var skalden Esaias Tegnér.
Han avlade hovrättsexamen 1874, blev vice häradshövding 1877, amanuens i justitierevisionen 1882 och var protokollsekreterare 1890–1916. Vidare var Jakob Tegnér advokatfiskal och ombudsman i arméns pensionskassa 1888–1913. Han var också verkställande direktör i Tullinge AB från 1905. Han uppges ha varit protokollsekreterare vid Högsta domstolen, sekreterare i Svenska Bokförläggarföreningen och redaktör för Svenska Bokhandelstidningen.
Jakob Tegnér var från 1885 gift med sångförfattaren Alice Tegnér (1864–1943), dotter till sjökapten Edv. Sandström och Sophie Brobeck. Han var far till filosofie kandidat Gösta Tegnér (1887–1966) och sportjournalisten Torsten Tegnér (1888–1977). Han är begravd på Djursholms begravningsplats tillsammans med hustru och sonen Gösta.